# سوق نعمان
سوق نعمان، مدينة وبلدية جزائرية وتتبع ولاية أم البواقي سوق نعمان بلدية من بين 29 بلدية المكونة لولاية أم البواقي والتي تبعد عن مقرها بـ91 كلم ترقت إلى مقر
الدائرة بداية من سنة 1991 وتضم بالإضافة إلى بلدية سوق نعمان بلديتي بئر الشيداء وأولاد زواي وهي منطقة زراعية بالدرجة الأولى.

## نظرة تاريخية عن سوق نعمان
في عام 1909 كانت سوق نعمان تسمى سيل أولاد سلام وهي عبارة عن تجمع من 25 مستوطن
واستمرت هذه القرية في تناقص إلى غاية 1958 حيث شهدت زيادة في السكان رغم عدم وجود التجهيزات
سوى مدرسة صغيرة وتجارة أولية وفي سنة 1971 تم خلق بمدينة سوق نعمان والمصادقة على مخطط
لمتطور وخلق تحصيصات حتى سنة 1974 وضلت في تطور و توسع مستمر وهىي تابعة لدائرة [[عين
مليلة ]]حتى سنة 1991 حيث تم ترقيتها إلى دائرة ، و بلغ سكانها 23988 نسمة حسب إحصاء 2008
وتضم بالإضافة إلى بمدينة سوق نعمان بمدينتي  بئر الشهداء وأولاد زواي.

## موقع سوق نعمان
```
تقع سوق نعمان في أقصى الجهة الغربية للولاية وهي تمثل جزء 
من السهول
 العليا الشرقية، تتربع على مساحة إجمالية تقدر بـ 230 كلم2 ،بتعداد سكاني يقدر بـ 23988 نسمة موزعين بكثافة سكانية تقدربـ 105 نسمة/كلم .حسب إحصاء 2008 م ،تشترك في حدودها مع البلديات التالية:
```

1. من الجهة الشمالية : بلدية أولاد حملة وبلدية التلاغمة والمشيرة (ولاية ميلة).
2. من الجهة الشرقية : بلدية أولاد زواي وعين مليلة.
3. من الجهة الغربية : بلدية بئر الشهداء.
4. من الجهة الجنوبية : بلدية عين ياقوت (ولاية باتنة).

وتتكون البلدية من التجمع الحضري الرئيسي وتجمعين ثانويين هما حي شاكري خليفة،بئر الهنشير.
بالإضافةإلى تجمع أولاد ممول والذي تم تنزيله إلى قرية نظرا لعدم اكتمال العدد اللازم للبنايات المكونة
لمتجمع(66 بناية) وكذا تجمع الكوادرية.

## الموقع والجغرافيا
بلدية سوق نعمان تقع غرب مقر الولاية يتراوح ارتفاعها على مستوى سطح البحر بين 800 و 900 م وتقع وتقع بين خطي طول 6° و 19 ° شرقا ودائرتي عرض 28 ° و 20 ° شمالا طوليا يصل إلى 19 كمم من الغرب إلى الشرق و 21 كلم من الشمال نحو الجنوب.التجمع الرئيسي للبلدية يقع على ارتفاع 798 م على مستوى سطح
البحر.
- التضاريس :

يتكون مجال ادراسة من التضاريس التالية:
1. المنطقة الجبلية:ونجدها ممثلة بمجموعة من الجبال والتي تقع في الجهة الشمالية للطريق الولائي رقم 48 باستثناء جبلقدمان تتراوح ارتفاعها بين: 950 م و 1350 م وهي كما يلي:

- - جبل عنودة ويقع في الجهة الشرقية للبلدية بارتفاع 1246 م.
- - جبل قدمان يقع في الجهة الجنوبية الغربية للبلدية بارتفاع يصل إلى 1154 م.
- - جبل أمسيد ويقع في الجهة الشمالية الغربية لمتجمع الرئيسي سوق نعمان بارتفاع 950 م.
- - جبل بكيكية ويقع في الجهةالشمالية ونسجل به أعلى قمة في البلدية ب 1357 م.
- - جبل نيف النسر في الجهة الشمالية الشرقية بارتفاع 1226 م.
- - جبل غار غوقال بارتفاع 1207 م ويقع في الجهة الشمالية.

```
  وتمثل مجموع هذه الجبال 15 % من مساحة البلدية.
```

1. المنطقة السهلية:وهي تمثل أغلبية المساحة في مجال الدارسة وهي تتوسط الجبال السابقة الذكر تتميز بميل خفيف خاصة في المنطقة الواقعة جنوب الطريق الولائي رقم 48.
2. منطقة الشط:وتقع في الجهة الشر قية للبلدية تشترك بلدية سوق نعمان في شط تانسيت مع بلدية أولاد زواي ويتمثل موقعهاالفلكي في "3553°35شمالا و"44'28°06

```
شرقا بمساحة إجمالية تقدر ب 2154 هكتار منه 142,76هكتار في مجال الدراسة أي نسبة % 6,63 وىو يمثل % 0,62 من المساحة الإجمالية للبلدية بارتفاع 786م وهي أخفض نقطة في البلدية.
```

- الموضع :

تساعدنا دراسة الموضع في معرفة العناصر المساهمة قي قيام المدينة .
تتموضع مدينة سوق نعمان بين سلسلة من الجبال وبالضبط على السفح الشرقي لجبل قدمان مما يزيدعملية تمدد المدينة صعوبة باتجاه الجبل ثقلا إضافيا نحو هذا التوسع و من ايجابيات هذا الموضع الميل النسبي الذي يساهم بشكل كبير في مد مسير مختلف الشبكات التقنية.
- الانحدرات

تعتبر الانحدرات الكبيرة عاملا مهما يعيق النمو السريع لنسيج العراني , كما يعيق انجاز مختلف
الشبكات التقنية وبهذا يصبح التوسع العمراني صعبا ومكلفا . لهذا يجب تحديد هذه المنحدرات حيث تتمركزفي الجنوب الغربي للمدينة نحو قمة جبل قدمان .